# Dagana, Bhutan
Dagana (dzongkha: དར་དཀར་ན་རྫོང་ཁག་; Wylie: Dar-dkar-na rdzong-khag; även Dhakana, Tagana eller Daga) är ett av Bhutans tjugo distrikt (dzongkha). Huvudstaden är Daga. Det ligger i den sydvästra delen av landet, 50 km sydost om huvudstaden Thimphu.
Distriktet har cirka 18 222 invånare på en yta av 1 387 km².

## Administrativ indelning
Distriktet är indelat i fjorton gewog:
- Deorali Gewog
- Dorona Gewog
- Drujegang Gewog
- Gesarling Gewog
- Goshi Gewog
- Kana Gewog
- Khebisa Gewog
- Lajab Gewog
- Lhamoy Zingkha Gewog
- Nichula Gewog
- Tashiding Gewog
- Tsangkha Gewog
- Tsendagana Gewog
- Tseza Gewog